# Île Hawke
Pour les articles homonymes, voir Hawke.
L'île Hawke (anglais : Hawke Island) (île du Faucon) est une grande île située au large de la côte est du Labrador, dans la province de Terre-Neuve-et-Labrador au Canada.

## Toponymie
Le nom de l'île Hawke fait référence à la baie Hawke (anglais : Hawke Bay) et à la rivière Hawke qui se jette dans la baie.

## Géographie
L'île Hawke se trouve dans la partie nord de la baie Hawke, vaste baie naturelle située sur la côte de l'océan Atlantique au Labrador. La baie compte de nombreuses îles et îlots.
L'île est séparée du continent par un chenal avec deux parties globalement rectilignes nord-nord-ouest puis nord-nord-est, long de plus de 8 kilomètres et étroit avec une largeur de moins de 240 mètres dans la partie centrale.
Au sud se trouve la grande île Stony. Les deux îles sont séparées par le chenal central de la baie Hawke de moins de 700 mètres de largeur minimale orienté de l'ouest vers l'est et qui prolonge le long fjord de la rivière Hawke.
L'île Hawke compte de nombreuses criques (dont Hawke Harbour, Eagle Cove et Caplin Bay) sur les côtes nord, est et sud, la côte ouest étant rectiligne.
L'île est vallonnée avec de multiples collines et un point culminant à l'ouest à environ 165 mètres d'altitude.
De profondes vallées, généralement boisées, coupent les collines, contenant plusieurs étangs, mais toutes les collines sont dénudées aux sommets.

## Occupation humaine
L'île Hawke se situe dans l'une des principales zones de pêche du Labrador.
Au sud-est de l'île Hawke se trouve l'ancien établissement de pêche de Hawke Harbour (53° 02′ 30″ N, 55° 48′ 39″ O) (ou Hawke Bay) dont les bâtiments abandonnés se trouvent au fond du havre de Hawke Harbour ouvrant sur l'océan Atlantique à l'est.
L'établissement de Hawke Harbour a été fondé dans les années 1850 et abandonné après 1956.
La Newfoundland Whaling Company exploitait une station baleinière à Hawke Harbour à la fin des années 1930.

## Économie
Le bassin voisin de Hawke demeure l'une des principales zones de pêche à la crevette au monde.
Des réserves extractibles de pétrole se trouvent au fond de l'océan au large du Labrador.
La région est également riche en minerais communs.